# چیومارو شیکورا
چیومارو شیکورا (志倉千代丸 Shikura Chiyomaru, متولد ۳ ژوئیۀ ۱۹۷۰) نویسندۀ بازی ویدئویی، آهنگساز و ترانه‌سرا است. او تهیه‌کنندۀ اجرایی و مدیر سابق شرکت میجس می‌باشد. او رمان تصویری کیاس؛هد و به دنبالۀ آن دیگر آثار مجموعۀ ساینس ادونچر از جمله اشتاینز؛گیت را طرح‌ریزی کرد و نوشت. او همچنین آهنگسازی آهنگ‌های آغازین و پایانی رمان‌های مجموعۀ ساینس ادونچر را عهده‌دار بوده است.

## شغل
چیومارو شیکورا در اوایل دهۀ ۲۰۰۰ با یوکو میامورا همکاری داشت و برای باند لوز@روز (loose@rouse) آهنگسازی کرد.
در آوریل ۲۰۰۵، او پس از ترک سمت مدیریت خود در شرکت ناشر موسیقی سیترون، شرکت .5pb را تأسیس کرد. او بعداً همراه با ادغام شرکتش با ای‌جی-وان (AG-ONE) مدیر میجس شد.
شیکورا در ژانویۀ ۲۰۲۳ از مدیریت میجس کناره‌گیری کرد؛ اما به عنوان تهیه‌کنندۀ اجرایی آن باقی ماند.

## مجموعه ساینس ادونچر
شیکورا بر روی تمام شش عنوان اصلی مجموعه ساینس ادونچر کار کرده و آنها را تولید کرده است.
- کیاس؛هد، اشتاینز؛گیت، روباتیکس؛نوتس، کیاس؛چایلد، انانیموس؛کد: خالق، نویسنده، ترانه‌سرا.
- اوکولتیک؛ناین: خالق، نویسنده.